# 李介立 (明朝)
李寄（?—?），又名李介立，号因庵。自号昆仑山樵、白眼狂生等。明末清初的文学家。

## 生平
徐霞客之子，其母周氏為霞客元配许氏过门之婢女。许氏卒後，霞客續娶罗氏。後來周氏不容於徐妻罗氏，改嫁李家，“方孕而嫡嫁之”，生子李寄。李寄好学，少時应童子试，郡守祖星岳愛其才，列為第一。不久即後悔說：“奈何以文字干荣哉！”，遂以養母為由棄去，隱居定山，终身不娶，生活清貧。友人曹志云贈以衣袍，拒而不受，家中无茶，以松枝煎汤代茶，取名“五松汤”。戶部官員张静涵慕名而来，李寄越垣而走，避不见面。曾以七十歲高齡編定其生父作品《徐霞客游记》。
李寄亦有軍事才能，曾配合江阴守城，在敔山湾防乡，江陰城破時一度絕食。明亡后隱居。病重時投靠友人夏世名，卒葬于花山。

## 著作
著有《天香閣隨筆》八卷，今存二卷。